# عملية ايفي
عملية ايفي هي إحدى التجارب النووية الأمريكية ووقع التفجير في أواخر عام 1952 في جزيرة إينويتاك في منطقة باسيفيك بروفينغ جراوند في جزر مارشال.

## الإختبارات

### ايفي مايك
كان أول طلقة ايفي مايك وهو أول اختبار ناجح على نطاق واسع لسلاح نووي متعدد النواة. على خلاف الأسلحة النووية الحرارية اللاحقة استخدم مايك الديوتيريوم كوقود انصهار له والحفاظ عليه كسائل بواسطة نظام تبريد مرتفع الثمن. بعد هذا الاختبار الناجح تم تصميم مايك كـ مارك 16(قنبلة نووية) ولكن سرعان ما تم التخلي عنها لتصميماتها التي تعمل بالوقود الصلب بعد نجاح تصوير اختبار قلعة برافو.

### ايفي كينج
الاختبار الثاني ايفي كينج وهو أكبر سلاح نووي حتى الآن باستخدام الانشطار النووي فقط (لا الاندماج ولا تعزيز الاندماج) كان المقصود من «قنبلة ايفي كينج» هذه أن تكون نسخة احتياطية إذا فشل سلاح الاندماج.